# Плетнёв, Дмитрий Дмитриевич
Дми́трий Дми́триевич Плетнёв (1871 или 1872 — 1941) — российский и советский врач-терапевт. В 1937 году был арестован и ложно осуждён по делу антисоветского правотроцкистского блока. В ходе Третьего Московского процесса был ложно осуждён на 25 лет тюремного заключения; в 1941 году расстрелян под Орлом. Полностью реабилитирован в 1985 году.

## Биография
Родился в дворянской семье богатого помещика 25 ноября (7 декабря) 1871 года, но называют также 1872 год. Местом рождения называется имение Яновщина в Полтавской губернии, но встречается также указание на село Московский Бобрик в Харьковской губернии.

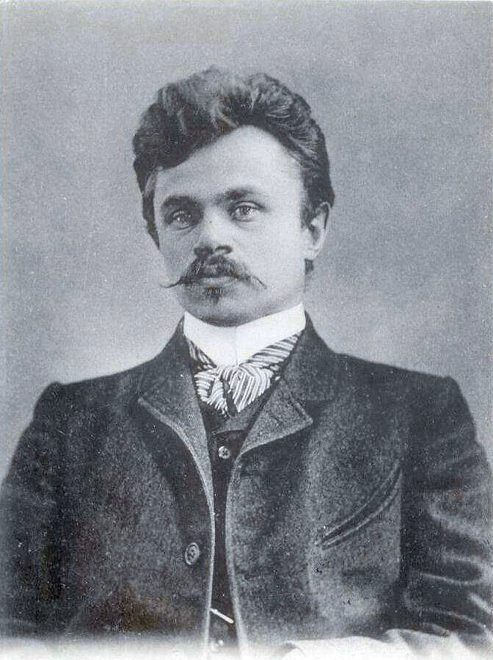
Д. Д. Плетнёв, 1907

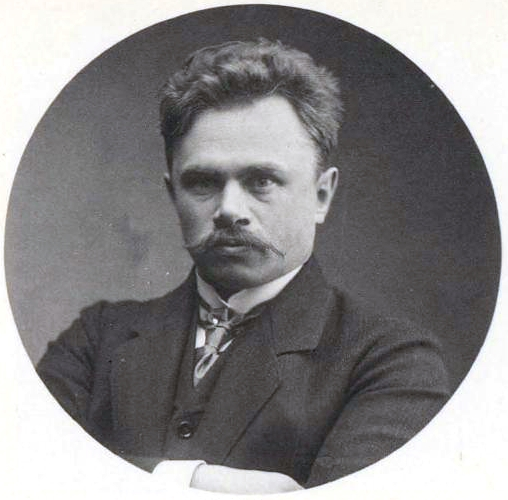
Д. Д. Плетнёв, 1911

После окончания в 1890 году 1-й харьковской гимназии поступил на медицинский факультет Харьковского университета, откуда в 1892 году перевёлся на медицинский факультет Московского университета и со степенью лекаря с отличием и званием уездного врача закончил обучение в 1895 году.
Зачислен сверхштатным ординатором Ново-Екатерининской больницы (1896); работал под руководством А. А. Остроумова, К. М. Павлинова, В. Д. Шервинского, Л. Е. Голубинина и А. Б. Фохта. С 1900 года был ассистентом медицинского факультета.
В ноябре 1906 года защитил диссертацию «Экспериментальные исследования по вопросу о происхождении аритмии» на степень доктора медицины и был избран приват-доцентом Московского университета. До 1908 года совершенствовал образование за границей, посещал клиники Ф. Крауса, Б. Наунина, Ж. Бабинского, А. Шоффара; лаборатории Германии и Франции.
В 1911 году в составе группы профессоров уволился из университета в знак протеста против действий министра народного просвещения Л. А. Кассо, выпустившего ряд циркуляров, фактически уничтожавших университетскую автономию. После увольнения стал профессором Московских высших женских курсов. Вступил в Конституционно-демократическую партию.

### После революции
В марте 1917 года вернулся в Московский университет на должность профессора и директора факультетской терапевтической клиники. Позже стал директором госпитальной терапевтической клиники 1-го МГУ.

«Особенно нам нравились лекции профессора Д. Д. Плетнева. Этот блестящий клиницист нас привлекал как диагнозами, так и острой и яркой речью. Всегда элегантный, менявший каждый день костюм, не говоря уже о рубашках, надушенный, сверкающий запонками, окруженный хорошенькими женщинами (студентками, ординаторами), он входил в аудиторию, полный какой-то внутренней силы и начинал говорить в абсолютной тишине хрипловатым, довольно тихим голосом. Плетнев не прибегал к пафосу. Он нередко запинался, перескакивая с фразы на фразу, иногда как бы искал их. Но говорил оригинально, задушевно и просто. Его было легко слушать, хотелось даже, чтобы лекция не кончалась. Его лекции были неожиданными и свободными. Ясно, что он никогда к ним не готовился, входя в аудиторию, не знал, о чём и как будет говорить. Это были блестящие импровизации. Он держался в аудитории, как артист — в лучшем смысле этого слова. Как у всякого человека, привыкшего публично выступать, притом с успехом, у него выработались определённые движения: то он подбоченится одной рукой и вытянет другой указку вперед, то он изящно проводит по своим рыжеватым усам, то указку занесет за спину и выпятит грудь с галстуком, всякий раз новым, то сядет, то встанет, то ходит, то остановится. Некоторые студенты-хирурги подсчитывали его позы и насмешливо нумеровали: это поза N 1, а это поза N 7, N 12 и т. д.; им бы только что-нибудь резать, а что они понимают в патогенезе? „В чём сущность данного заболевания?“ — риторически восклицал Д. Д. Плетнев и уводил нас в дебри своих рассуждений», — вспоминал тогдашний студент А. Л. Мясников.

В июне 1929 года Плетнев покинул университет; возможно, его уход был связан с конфликтом с тогдашним ректором 1-го МГУ — А. Я. Вышинским. С конца 1929 года — консультант Лечебно-санитарного управления Кремля, Центральной больницы Северной железной дороги и 1-го Коммунистического госпиталя (ныне — Главный военный клинический госпиталь имени Н. Н. Бурденко). Заведовал терапевтической кафедрой в Центральном институте усовершенствования врачей (1930—1937). С 1929 года заведовал терапевтической клиникой Московского областного клинического института. В 1933 году возглавил организованный им НИИ функциональной диагностики и экспериментальной терапии. Пациентами Плетнёва в разное время были В. И. Ленин, Н. К. Крупская, И. П. Павлов и многие другие партийные и государственные деятели СССР.
Д. Д. Плетнёв — один из основоположников отечественной кардиологии, автор работ по различным проблемам внутренней медицины, клиники инфекционных болезней, курортологии, рентгенологии, биохимии и др. Активно внедрял метод рентгенодиагностики, был сторонником функционального направления в клинической медицине. Предложил дифференциально-диагностические признаки тромбоза правой и левой венечных артерий сердца. Плетнёв также занимался изучением инфекционных болезней, проблем психосоматики, истории и методологии медицины, написав несколько трудов на вышеперечисленные темы.
В числе его прямых учеников называют: М. С. Вовси, Б. А. Егорова, П. Е. Лукомского, В. Г. Попова, Л. П. Прессмана, А. З. Чернова, И. С. Шницера.
Плетнёв нередко посещал Европу, проводя научные исследования в лучших клиниках Германии, Швейцарии и Франции. Авторитет учёного был признан включением его в состав редколлегии совместного «Русско-немецкого медицинского журнала» (1925—1928). За достижения в области аритмологии, ревматологии и изучению сепсиса Плетнёв был избран почётным членом Объединённого общества терапевтов и педиатров Берлина и — позже — почётным членом Мюнхенского терапевтического общества (1934). Впоследствии эти факты «ловко» использовали допрашивавшие Плетнёва по делу «садистов в белых халатах» следователи НКВД.
В середине 1930-х годов Плетнёву были присвоены звания Заслуженного деятеля науки РСФСР, «Ударника фронта здравоохранения». Он также избирался председателем Московского терапевтического общества, членом учёных советов Наркомздрава РСФСР, УССР и БССР, являлся редактором журнала «Клиническая медицина».

### Арест, суд и смерть
8 июня 1937 года в газете «Правда» была опубликована статья о Плетнёве «Профессор-насильник, садист», где утверждалось, что он в 1934 году из садистских побуждений кусал свою пациентку за грудь, что привело к её тяжёлой хронической болезни, а затем, не оказав ей необходимой помощи, бросил на произвол судьбы. После этого, по сфабрикованному НКВД делу, он был помещён во внутреннюю тюрьму Лубянки и 18 июля приговорён к двум годам лишения свободы условно.

Будучи студентом 3-го курса медицинского факультета, я ездил приглашать Дмитрия Дмитриевича прочитать у нас несколько лекций. Это был очень популярный в студенческой среде человек — милый, вежливый, необычайно эрудированный. На его лекции валом валила молодёжь. Яблоку негде было упасть в нашей самой большой аудитории. Мы знали, что… его приглашали в качестве лечащего врача и консультанта к известным деятелям нашей партии и государства. Конечно же, ударом для всех нас были арест и осуждение Плетнёва. Горько было смотреть на это судилище. Несколько раз, словно опомнившись, Дмитрий Дмитриевич восклицал: «Я хочу быть полезным Отечеству!»

Это была не просто декларация. Плетнёв и в тюрьме оставался учёным. Он попросил в камеру множество книг и монографий, чтобы продолжить научную работу. Причём некоторые — на иностранных языках, многие из которых профессор знал в совершенстве.
В одном из томов уголовного дела Дмитрия Плетнёва есть его письмо государственному обвинителю Вышинскому от 26 мая 1940 года. В нём сказано:

«… Когда я не уступал, следователь говорил буквально следующее: если высокое руководство полагает, что вы виноваты, то хотя бы вы были правы на все сто процентов, вы всё равно будете виновны…».
Прокурору нечего было ответить подсудимому. Не отозвался и Берия, к совести которого также взывал Плетнёв:

«…Весь обвинительный акт против меня — фальсификация. Насилием и обманом у меня вынудили „признания“… Допросы по 15-18 часов подряд, вынужденная бессонница… привели меня к расстройству психики, когда я не отдавал отчёта в том, что совершал… Я ни в каких террористических организациях не участвовал и ни в какой мере не повинен. За что я сейчас погибаю? Я готов кричать на весь мир о своей невиновности. Тяжело погибать, сознавая свою невиновность…»

Дмитрий Дмитриевич Плетнёв был подвергнут пыткам, доведён до паралича половины тела и сознался в причастности к убийству Максима Горького. В последнем слове Плетнёв говорил следующее:
…Я прошу учесть, что если бы не встреча с одним из лиц [Речь идёт о Г. Г. Ягоде], здесь сидящих, о котором говорил недавно защитник и которое угрожало мне, шантажировало меня смертью, то не могли бы иметь место все последующие деяния. Я ознакомился с деяниями этого блока только из обвинительного акта и из процесса, как он проходил, и я думаю, что это даёт мне право полагать, что я не могу полностью разделять его ответственность. Если суд найдёт возможность сохранить мне мою жизнь, я полностью и целиком её отдам моей советской родине, единственной в мире стране, где труду во всех его отраслях обеспечено такое почётное и славное место, как нигде и никогда не было…
Плетнёв стал одним из трёх подсудимых на процессе, которым в тот год удалось избежать расстрела. Он был осуждён на 25 лет с конфискацией имущества и поражением в политических правах на 5 лет.
Находился в Орловской тюрьме. Был расстрелян 11 сентября 1941 года в Медведевском лесу под Орлом в числе других заключённых по списку НКВД СССР накануне вступления в город частей вермахта.

### Реабилитация
Дмитрий Дмитриевич Плетнёв, обвиняемый по громкому делу «антисоветского троцкистского блока» в 1938 году как один из «садистов в белых халатах», был реабилитирован одним из последних. Похлопотать о нём было некому: прямых родственников у этого пожилого уже в те давние годы человека в годы Перестройки не осталось. Вернуть ему честное имя взялись его почитатели и очень дальняя родня. В 1985 году Верховный Суд СССР прекратил уголовное дело Дмитрия Дмитриевича Плетнёва и полностью реабилитировал его (5.4.1985).

## Память
- Имя Плетнёва носит клиническая больница в Москве[12].

## Основные труды
- «Сыпной тиф» (1921)
- «Русские терапевтические школы. Захарьин, Боткин, Остроумов — основоположители русской клинической медицины» (1923)
- «Рентгенодиагностика органов дыхания, кровообращения и пищеварения» (1926)
- «Рентгенология» (соавт., 1926)